# Niek =
Niek = was een radioprogramma op de Nederlandse zender Radio 538 dat werd gepresenteerd door Niek van der Bruggen. Het programma werd op zaterdag en zondag uitgezonden van 12.00 tot 15.00 uur. Voorheen heette dit programma Niek van der Bruggen, maar vanwege de nieuwe programmering in september 2012 voor Radio 538, werd dit programma vernieuwd.
Tijdens de Olympische Spelen 2012 was dit programma vervallen. Dit, omdat Edwin Evers met zijn programma Evers staat op ging presenteren vanuit Londen.
Op 6 oktober 2013 was de laatste uitzending van Niek =, omdat Niek van der Bruggen ging overstappen naar Q-music. Martijn Biemans nam de tijdslot over voor zijn eigen programma.